# Цьвіклиці
Цьвіклиці (пол. Ćwiklice, нім. Cwiklitz) — село в Польщі, у гміні Пщина Пщинського повіту Сілезького воєводства.
Населення — 2757 осіб (2011).
У 1975-1998 роках село належало до Катовицького воєводства.

## Демографія
Демографічна структура станом на 31 березня 2011 року:
|          | Загалом | Допрацездатний вік | Працездатний вік | Постпрацездатний вік |
| -------- | ------- | ------------------ | ---------------- | -------------------- |
| Чоловіки | 1385    | 268                | 982              | 135                  |
| Жінки    | 1372    | 262                | 848              | 262                  |
| Разом    | 2757    | 530                | 1830             | 397                  |